# Gau Baden
O Gau Baden, renomeado Gau Baden–Alsace (alemão: Gau Baden-Elsaß) em março de 1941, foi uma divisão administrativa de facto da Alemanha Nazista de 1933 a 1945 no estado alemão de Baden e, de 1940 em diante, na Alsácia (em alemão:  Elsaß). Antes disso, de 1925 a 1933, foi a subdivisão regional do Partido Nazista naquela área.

## História
O sistema Nazista Gau (plural Gaue) foi originalmente estabelecido em uma conferência do Partido Nazista em 22 de maio de 1926, a fim de melhorar a administração da estrutura partidária. A partir de 1933, após a tomada do poder pelos nazistas, o Gaue substituiu cada vez mais os estados alemães como subdivisões administrativas na Alemanha.  Em 1940, depois que a Alemanha ocupou a região francesa da Alsácia, Gau Baden incorporou os dois departamentos alsacianos do Baixo Reno e Alto Reno, tornando-se Baden-Elsass. A sede da administração Gau era originalmente Karlsruhe, mas mudou-se para Estrasburgo após a ocupação alemã da França. 
À frente de cada Gau estava um Gauleiter, posição que se tornou cada vez mais poderosa, especialmente após a eclosão da Segunda Guerra Mundial, com pouca interferência vinda de cima. Os Gauleiters locais frequentemente ocupavam cargos governamentais e partidários e eram responsáveis, entre outras coisas, pela propaganda e vigilância e, a partir de setembro de 1944, pelo Volkssturm e pela defesa do Gau.  
O cargo de Gauleiter em Baden foi ocupado por Robert Wagner a partir de março de 1925 durante toda a existência do Gau.   Wagner foi executado em 14 de agosto de 1946 em Estrasburgo por seus crimes durante a ocupação da Alsácia.  Seus vices foram Karl Lenz (1926–31), Walter Köhler (1931–33) e Hermann Röhn (1934–45). 
O campo de concentração de Natzweiler-Struthof estava localizado na região de Gau, na Alsácia. 